# Tobias Westman
Tobias Westman, född 18 september 1990, är en svensk operasångare (tenor).
Han är uppvuxen i Nacka utanför Stockholm. Intresset för klassisk musik väcktes tidigt av hans far som förutom att sjunga själv även lyssnade mycket på bland andra Jussi Björling och Luciano Pavarotti. Westman påbörjade sina studier vid Operahögskolan i Stockholm år 2012 och avlade sin examen 2015.

## Karriär
Tobias Westman har sjungit roller vid flera svenska operahus och festivaler bland annat som Josef i Löftet av Mats Larsson Gothe på Kungliga Operan, Gastone i La traviata på Malmö Opera, Tamino i Trollflöjten på Opera på Skäret och Vattnäs Konsertlada. 
Säsongerna 2019-2020 och 2020-2021  var Tobias Westman en del av operastudion på Opéra National de Paris. Han har sedan fortsatt, att sjunga som gäst i Frankrike, i roller som präst och bepansrad man i Trollflöjten och Gastone i La traviata på Opéra Bastille, Le petit veillard i Maurice Ravels L’enfant est les sortilèges (Barnet och spökerierna) på Opéra Garnier och Gernando i Haydns l’isola disabitata på Opéra de Dijon samt rollen som Male Chorus i Benjamin Brittens The rape of Lucretia på Théâtre des Bouffes du Nord.
På GöteborgsOperan har Westman gjort rollen Roderigo i Othello och framträtt i flera konserter, bland annat i Beethovens Kristus på Olivberget. Under våren 2025 har han rollen som Horace Adams i Peter Grimes på GöteborgsOperan.

## Utmärkelser
- 2014 tilldelades han Anders Wall´s Giresta-stipendium.[6]
- 2018 tilldelades Birgit Nilsson-stipendiet (tillsammans med Elisabeth Meyer)[7]
- 2019 tilldelades han OVIS Vitaby Stipendium.[8]